# Освестри индекс инвалидитета
Освестри индекс инвалидитета (енгл. Oswestry Disability Index) је индекс изведен из Освестријевог упитника за бол у доњем делу леђа који клиничари и истраживачи користе за квантификацију инвалидитета због бола у доњем делу леђа.

## Историја
Освестри упитник за бол у доњем делу леђа су први објавили Џереми Фербенк и сарадници у Physiotherapy 1980. године. Тренутна верзија је објављена у часопису Spine 2000. Упитник садржи десет питања о интензитету бола, покретљивости, способности да се особа брине сама о себи, способности ходања, седења, сексуалне функције, способности стајања, друштвеног живота, квалитета сна и способности путовања. Свака категорија је праћена са шест изјава које описују различите потенцијалне сценарије у животу пацијента у вези са темом. Пацијент затим бира изјаву која највише одговара његовој ситуацији. Свако питање се бодује на скали 0—5 при чему је прва тврдња нула и означава најмањи степен инвалидитета, а последња се бодује са оценом пет што означава најтежи инвалидитет. Резултати за сва одговорена питања се сабирају, затим помноже са два да би се добио индекс (опсег од 0 до 100). Нула је изједначена са без инвалидитета, а 100 је максимални могући инвалидитет.

## Бодовање
- 0%—20%: Минимални инвалидитет
- 21%—40%: Умерени инвалидитет
- 41%—60%: Тешки инвалидитет
- 61%—80%: Осакаћујући бол у леђима
- 81%—100%: Ови пацијенти су или везани за кревет или имају преувеличане симптоме.[2]